# Ronen Cur
Ronen Cur (hebrejsky רונן צור‎, * 27. července 1969) je izraelský politik a bývalý poslanec Knesetu za kandidátní listinu Izraelská strana práce-Mejmad.

## Biografie
Narodil se roku 1969. Do Knesetu usedl po volbách v roce 2003. Mandát ovšem získal až několik měsíců před koncem volebního období v lednu 2006, jako náhradník po rezignaci poslance Sa'lacha Tarifa. Do práce Knesetu se již výrazně nezapojil.